# Herpotrichiellaceae
Herpotrichiellaceae es una familia de hongos ascomicetos en el orden Chaetothyriales y clase Eurotiomycetes.